# Mitsubishi Ki-15
Mitsubishi Ki-15, av de allierade kallad Babs, japanskt tvåsitsigt spaningsflygplan under andra världskriget.
Planet är ett svar på en specifikation utfärdad 1935 av japanska flottan på ett tvåsitsigt spaningsflygplan. Två prototyper färdigställdes (en civil och en militär) båda försedda med en Nakajima Ha-8 stjärnmotor. Provflygningarna gick utan problem, planet sattes i produktion och 1937 kom de första exemplaren ut på förband. Den civila prototypen slog rekord i flygtid då den flög från Tachikawa till London mellan den 6 och 9 april 1937 för att fira kröningen av kung Georg VI i Storbritannien.
Den militära varianten hade stor framgång i början av kriget mot Kina, tack vare sin höga flyghastighet hade den praktiskt taget himlen för sig själv ända tills Kina satte in ryska Polikarpov I-16.
När produktionen av planet upphörde hade nästan 500 plan tillverkats av de olika modellerna. Tidigt under 1943 flyttades de bort från fronttjänstgöring, men i krigets slutskede användes flera plan av denna typ för kamikazeuppdrag

## Varianter
- Ki-15-I, första produktionsvarianten.
- Ki-15-II, förbättrad variant där Nakajima-motorn bytts ut mot en kraftfullare Mitsubishi Ha-26-I-motor på 671 kW, den nya motorn hade också fördelen att ha mindre diameter än den gamla och det medförde bättre sikt för piloten. Den här varianten började tillverkas i september 1939.
- Ki-15-III, en förbättrad variant som togs fram åt armén, den var försedd med en Mitsubishi 102 stjärnmotor på 783 kW. Den kom aldrig längre än till prototypstadiet, då mer avancerade flygplan för samma roll befanns under utveckling.